# Hiến pháp Tunisia

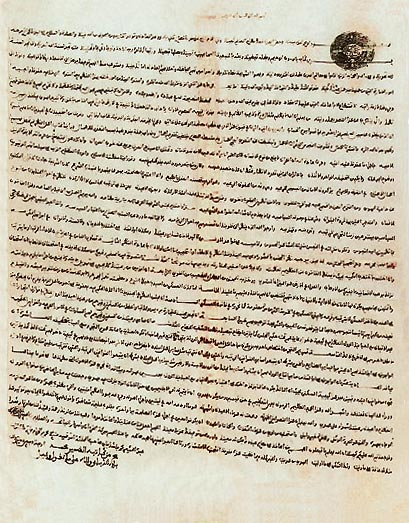
First page of 1857 Fundamental Pact

Hiến pháp Tunisia là luật tối cao của nước Cộng hòa Tunisia. Hiến pháp là khuôn khổ cho các tổ chức của chính phủ Tunisia và cho mối quan hệ của chính phủ liên bang với chính quyền địa phương, công dân, và tất cả nhân dân trong Tunisia. Hiến pháp hiện đại đầu tiên của Tunisia là Hiệp ước cơ bản năm 1857. Tiếp theo là Hiến pháp năm 1861 đã không được thay thế, cho đến khi sự ra đi của người Pháp vào năm 1956, bởi hiến pháp năm 1959. Nó được thông qua ngày 01 tháng 6 năm 1959 và sửa đổi năm 1988 và 2002, sau khi trưng cầu dân ý hiến pháp Tunisia năm 2002.
Sau Cách mạng Tunisia, một Hội đồng lập hiến được bầu vào để lập dự thảo một hiến pháp mới, được thông qua vào ngày 26 tháng 1 năm 2014.

## Hiến pháp 2014
Vào 23 Tháng 10 năm 2011 một Hội đồng lập hiến được để soạn thảo hiến pháp mới. Trên ngày 16 tháng 12 năm 2011 họ ban hành  Luật về tổ chức tạm thời của cơ quan công quyền, thay thế Nghị định Lập pháp ngày 23 tháng 3 năm 2011 và Hiến pháp 1959. Luật này quy định ba nhánh của chính quyền và nhân quyền được bảo đảm trong suốt thời gian cần cho hiến pháp mới được viết và được phê duyệt.
Ban đầu nó được hy vọng rằng một hiến pháp sẽ được soạn thảo trong thời gian một năm. Tuy nhiên, tranh luận mạnh mẽ và hai vụ ám sát làm trì hoãn các tài liệu. Tiến độ dồn lên sau khi đảng cầm quyền Hồi giáo Ennahda đã đồng ý từ bỏ quyền lực khi một hiến pháp mới được thông qua. Sau hai năm làm việc, dự thảo hiến pháp hoàn thành. Nó đã được đưa vào một cuộc bỏ phiếu vào ngày 26 tháng 1 năm 2014, đòi hỏi phải có hai phần ba đa số để vượt qua. Quốc hội lập hiến thông qua các tài liệu bằng một cuộc bỏ phiếu với 200 phiếu thuận, 4 phiếu chống và 12 phiếu trắng. Tổng thống Marzouki nhận xét: "Với sự ra đời của văn bản này, chúng tôi xác nhận chiến thắng đối với chế độ độc tài", và đã ký thành luật vào ngày hôm sau.
Vào tháng 9 năm 2021, Kaïs Saïed đã công bố một cuộc cải cách sắp tới của Hiến pháp năm 2014.